# Supercopa de España femenina 2025
La Supercopa de España femenina 2025 fue la 6.ª edición del torneo. El torneo se disputó entre el 22 y el 26 de enero de 2025 en el Estadio Municipal de Butarque de Leganés.
El torneo inició con la primera semifinal, enfrentándose el F. C. Barcelona como vigente campeón de liga y de copa frente al Atlético de Madrid, que se clasificó como el tercer clasificado en liga. En la otra semifinal se midieron el Real Madrid C. F. como subcampeón de liga y la Real Sociedad como finalista de copa.
El F. C. Barcelona fue el campeón tras imponerse por 5-0 en la final al Real Madrid C. F., lo que significó su quinto título y cuarto consecutivo en la competición.

## Participantes
|  | Bandera de Cataluña               | F. C. Barcelona    |  | Campeón de la Liga y Copa 2023-24     |
|  | Bandera de la Comunidad de Madrid | Real Madrid C. F.  |  | Subcampeón de la Liga 2023-24         |
|  | Bandera del País Vasco            | Real Sociedad      |  | Subcampeón de la Copa 2023-24         |
|  | Bandera de la Comunidad de Madrid | Atlético de Madrid |  | Tercer clasificado de la Liga 2023-24 |

## Cuadro
|  | Semifinales            | Semifinales            |                   |                 | Final               | Final               |  |
|  | 22-23 de enero de 2025 | 22-23 de enero de 2025 |                   |                 | 26 de enero de 2025 | 26 de enero de 2025 |  |
|  |                        |                        |                   |                 |                     |                     |  |
|  |                        |                        |                   |                 |                     |                     |  |
|  | F. C. Barcelona        | 3                      |                   |                 |                     |                     |  |
|  | F. C. Barcelona        | 3                      |                   |                 |                     |                     |  |
|  | Atlético de Madrid     | 0                      |                   |                 |                     |                     |  |
|  | Atlético de Madrid     | 0                      |                   | F. C. Barcelona | 5                   |                     |  |
|  |                        |                        |                   | F. C. Barcelona | 5                   |                     |  |
|  |                        |                        | Real Madrid C. F. | 0               |                     |                     |  |
|  | Real Madrid C. F.      | 3                      | Real Madrid C. F. | 0               |                     |                     |  |
|  | Real Madrid C. F.      | 3                      |                   |                 |                     |                     |  |
|  | Real Sociedad          | 2                      |                   |                 |                     |                     |  |
|  | Real Sociedad          | 2                      |                   |                 |                     |                     |  |
|  |                        |                        |                   |                 |                     |                     |  |

## Semifinales
| Semifinal 1; 22 de enero de 2025 | F. C. Barcelona                     | 3:0 (1:0) | Atlético de Madrid | Estadio de Butarque, Leganés                                            |                                                                         |
| 19:00 (CET)                      | Pina 44', 73' · Graham Hansen 90+2' | Reporte   |                    | Asistencia: 4570 espectadores Árbitra: Gil Soriano VAR: Peláez Arnillas | Asistencia: 4570 espectadores Árbitra: Gil Soriano VAR: Peláez Arnillas |

| Semifinal 2; 23 de enero de 2025 | Real Madrid C. F.                    | 3:2 (2:1) | Real Sociedad     | Estadio de Butarque, Leganés                                            |                                                                         |
| 19:00 (CET)                      | Weir 4' · Angeldal 32' · Caicedo 71' | Reporte   | 10', 90+5' Amaiur | Asistencia: 3651 espectadores Árbitra: Planes Terol VAR: Sánchez Miguel | Asistencia: 3651 espectadores Árbitra: Planes Terol VAR: Sánchez Miguel |

## Final
| 1     | POR   | Cata Coll              |     |
| 22    | DEF   | Ona Batlle             | 78' |
| 2     | DEF   | Irene Paredes          |     |
| 4     | DEF   | Mapi León              |     |
| 16    | DEF   | Fridolina Rolfö        | 65' |
| 12    | MED   | Patri Guijarro         | 85' |
| 14    | MED   | Aitana Bonmatí         |     |
| 11    | MED   | Alexia Putellas        |     |
| 10    | DEL   | Caroline Graham Hansen | 65' |
| 17    | DEL   | Ewa Pajor              |     |
| 9     | DEL   | Claudia Pina           | 78' |
| D. T. | D. T. | Pere Romeu             |     |

| 1     | POR   | Misa Rodríguez    |     |
| 5     | DEF   | Antônia           |     |
| 7     | DEF   | Olga Carmona      |     |
| 14    | DEF   | María Méndez      |     |
| 23    | DEF   | Mäelle Lakrar     |     |
| 6     | MED   | Sandie Toletti    |     |
| 21    | MED   | Filippa Angeldahl |     |
| 11    | MED   | Alba Redondo      | 66' |
| 18    | MED   | Linda Caicedo     |     |
| 10    | DEL   | Caroline Weir     | 66' |
| 9     | DEL   | Signe Bruun       | 79' |
| D. T. | D. T. | Alberto Toril     |     |

| 24 | MED | Esmee Brugts     | 65' |
| 7  | DEL | Salma Paralluelo | 65' |
| 19 | MED | Vicky López      | 78' |
| 21 | MED | Keira Walsh      | 85' |
| 5  | DEF | Jana Fernández   | 78' |

| 19 | DEL | Eva Navarro          | 66' |
| 22 | DEL | Athenea del Castillo | 66' |
| 3  | MED | Teresa Abelleira     | 79' |

| 31' · 37' · 45+3' · 62' · 85' | Caroline Graham Hansen Ewa Pajor Patri Guijarro Alexia Putellas | 1-0 2-0 3-0 4-0 5-0 |

| 81' | Jana Fernández |

| 36' | Sandie Toletti |

| Principal  | Rivera Olmedo   |
| Asistentes | Fernández Pérez |
|            | Peña Peña       |
| Cuarto     | Cuesta Arribas  |

| VAR            | Huerta De Aza   |
| Asistentes VAR | Puente Pino     |
|                | Trujillo Suárez |

|  |                    |     |     |
|  | Tiros              | 24  | 7   |
|  | Tiros a puerta     | 9   | 2   |
|  | Faltas             | 9   | 3   |
|  | Saques de esquina  | 7   | 2   |
|  | Penaltis           | 0   | 0   |
|  | Fueras de juego    | 3   | 4   |
|  | Posesión del balón | 65% | 35% |

| 1     | POR   | Cata Coll              |     |
| 22    | DEF   | Ona Batlle             | 78' |
| 2     | DEF   | Irene Paredes          |     |
| 4     | DEF   | Mapi León              |     |
| 16    | DEF   | Fridolina Rolfö        | 65' |
| 12    | MED   | Patri Guijarro         | 85' |
| 14    | MED   | Aitana Bonmatí         |     |
| 11    | MED   | Alexia Putellas        |     |
| 10    | DEL   | Caroline Graham Hansen | 65' |
| 17    | DEL   | Ewa Pajor              |     |
| 9     | DEL   | Claudia Pina           | 78' |
| D. T. | D. T. | Pere Romeu             |     |

| 1     | POR   | Misa Rodríguez    |     |
| 5     | DEF   | Antônia           |     |
| 7     | DEF   | Olga Carmona      |     |
| 14    | DEF   | María Méndez      |     |
| 23    | DEF   | Mäelle Lakrar     |     |
| 6     | MED   | Sandie Toletti    |     |
| 21    | MED   | Filippa Angeldahl |     |
| 11    | MED   | Alba Redondo      | 66' |
| 18    | MED   | Linda Caicedo     |     |
| 10    | DEL   | Caroline Weir     | 66' |
| 9     | DEL   | Signe Bruun       | 79' |
| D. T. | D. T. | Alberto Toril     |     |

| 24 | MED | Esmee Brugts     | 65' |
| 7  | DEL | Salma Paralluelo | 65' |
| 19 | MED | Vicky López      | 78' |
| 21 | MED | Keira Walsh      | 85' |
| 5  | DEF | Jana Fernández   | 78' |

| 19 | DEL | Eva Navarro          | 66' |
| 22 | DEL | Athenea del Castillo | 66' |
| 3  | MED | Teresa Abelleira     | 79' |

| 31' · 37' · 45+3' · 62' · 85' | Caroline Graham Hansen Ewa Pajor Patri Guijarro Alexia Putellas | 1-0 2-0 3-0 4-0 5-0 |

| 81' | Jana Fernández |

| 36' | Sandie Toletti |

| Principal  | Rivera Olmedo   |
| Asistentes | Fernández Pérez |
|            | Peña Peña       |
| Cuarto     | Cuesta Arribas  |

| VAR            | Huerta De Aza   |
| Asistentes VAR | Puente Pino     |
|                | Trujillo Suárez |

|  |                    |     |     |
|  | Tiros              | 24  | 7   |
|  | Tiros a puerta     | 9   | 2   |
|  | Faltas             | 9   | 3   |
|  | Saques de esquina  | 7   | 2   |
|  | Penaltis           | 0   | 0   |
|  | Fueras de juego    | 3   | 4   |
|  | Posesión del balón | 65% | 35% |

| 1     | POR   | Cata Coll              |     |
| 22    | DEF   | Ona Batlle             | 78' |
| 2     | DEF   | Irene Paredes          |     |
| 4     | DEF   | Mapi León              |     |
| 16    | DEF   | Fridolina Rolfö        | 65' |
| 12    | MED   | Patri Guijarro         | 85' |
| 14    | MED   | Aitana Bonmatí         |     |
| 11    | MED   | Alexia Putellas        |     |
| 10    | DEL   | Caroline Graham Hansen | 65' |
| 17    | DEL   | Ewa Pajor              |     |
| 9     | DEL   | Claudia Pina           | 78' |
| D. T. | D. T. | Pere Romeu             |     |

| 1     | POR   | Misa Rodríguez    |     |
| 5     | DEF   | Antônia           |     |
| 7     | DEF   | Olga Carmona      |     |
| 14    | DEF   | María Méndez      |     |
| 23    | DEF   | Mäelle Lakrar     |     |
| 6     | MED   | Sandie Toletti    |     |
| 21    | MED   | Filippa Angeldahl |     |
| 11    | MED   | Alba Redondo      | 66' |
| 18    | MED   | Linda Caicedo     |     |
| 10    | DEL   | Caroline Weir     | 66' |
| 9     | DEL   | Signe Bruun       | 79' |
| D. T. | D. T. | Alberto Toril     |     |

| 24 | MED | Esmee Brugts     | 65' |
| 7  | DEL | Salma Paralluelo | 65' |
| 19 | MED | Vicky López      | 78' |
| 21 | MED | Keira Walsh      | 85' |
| 5  | DEF | Jana Fernández   | 78' |

| 19 | DEL | Eva Navarro          | 66' |
| 22 | DEL | Athenea del Castillo | 66' |
| 3  | MED | Teresa Abelleira     | 79' |

| 31' · 37' · 45+3' · 62' · 85' | Caroline Graham Hansen Ewa Pajor Patri Guijarro Alexia Putellas | 1-0 2-0 3-0 4-0 5-0 |

| 81' | Jana Fernández |

| 36' | Sandie Toletti |

| Principal  | Rivera Olmedo   |
| Asistentes | Fernández Pérez |
|            | Peña Peña       |
| Cuarto     | Cuesta Arribas  |

| VAR            | Huerta De Aza   |
| Asistentes VAR | Puente Pino     |
|                | Trujillo Suárez |

|  |                    |     |     |
|  | Tiros              | 24  | 7   |
|  | Tiros a puerta     | 9   | 2   |
|  | Faltas             | 9   | 3   |
|  | Saques de esquina  | 7   | 2   |
|  | Penaltis           | 0   | 0   |
|  | Fueras de juego    | 3   | 4   |
|  | Posesión del balón | 65% | 35% |

| 1     | POR   | Cata Coll              |     |
| 22    | DEF   | Ona Batlle             | 78' |
| 2     | DEF   | Irene Paredes          |     |
| 4     | DEF   | Mapi León              |     |
| 16    | DEF   | Fridolina Rolfö        | 65' |
| 12    | MED   | Patri Guijarro         | 85' |
| 14    | MED   | Aitana Bonmatí         |     |
| 11    | MED   | Alexia Putellas        |     |
| 10    | DEL   | Caroline Graham Hansen | 65' |
| 17    | DEL   | Ewa Pajor              |     |
| 9     | DEL   | Claudia Pina           | 78' |
| D. T. | D. T. | Pere Romeu             |     |

| 1     | POR   | Misa Rodríguez    |     |
| 5     | DEF   | Antônia           |     |
| 7     | DEF   | Olga Carmona      |     |
| 14    | DEF   | María Méndez      |     |
| 23    | DEF   | Mäelle Lakrar     |     |
| 6     | MED   | Sandie Toletti    |     |
| 21    | MED   | Filippa Angeldahl |     |
| 11    | MED   | Alba Redondo      | 66' |
| 18    | MED   | Linda Caicedo     |     |
| 10    | DEL   | Caroline Weir     | 66' |
| 9     | DEL   | Signe Bruun       | 79' |
| D. T. | D. T. | Alberto Toril     |     |

| 24 | MED | Esmee Brugts     | 65' |
| 7  | DEL | Salma Paralluelo | 65' |
| 19 | MED | Vicky López      | 78' |
| 21 | MED | Keira Walsh      | 85' |
| 5  | DEF | Jana Fernández   | 78' |

| 19 | DEL | Eva Navarro          | 66' |
| 22 | DEL | Athenea del Castillo | 66' |
| 3  | MED | Teresa Abelleira     | 79' |

| 31' · 37' · 45+3' · 62' · 85' | Caroline Graham Hansen Ewa Pajor Patri Guijarro Alexia Putellas | 1-0 2-0 3-0 4-0 5-0 |

| 81' | Jana Fernández |

| 36' | Sandie Toletti |

| Principal  | Rivera Olmedo   |
| Asistentes | Fernández Pérez |
|            | Peña Peña       |
| Cuarto     | Cuesta Arribas  |

| VAR            | Huerta De Aza   |
| Asistentes VAR | Puente Pino     |
|                | Trujillo Suárez |

|  |                    |     |     |
|  | Tiros              | 24  | 7   |
|  | Tiros a puerta     | 9   | 2   |
|  | Faltas             | 9   | 3   |
|  | Saques de esquina  | 7   | 2   |
|  | Penaltis           | 0   | 0   |
|  | Fueras de juego    | 3   | 4   |
|  | Posesión del balón | 65% | 35% |

| Campeón Supercopa de España femenina 2025 |
| ----------------------------------------- |
| F. C. Barcelona 5° título                 |

## Estadísticas

### Clasificación general
| Pos. | Club               | Pts. | PJ | PG | PE | PP | GF | GC | Dif | Rend. |
| ---- | ------------------ | ---- | -- | -- | -- | -- | -- | -- | --- | ----- |
| 1    | F. C. Barcelona    | 6    | 2  | 2  | 0  | 0  | 8  | 0  | +8  | 100%  |
| 2    | Real Madrid C. F.  | 3    | 2  | 1  | 0  | 1  | 3  | 7  | -4  | 50%   |
| 3    | Real Sociedad      | 0    | 1  | 0  | 0  | 1  | 2  | 3  | -1  | 0%    |
| 4    | Atlético de Madrid | 0    | 1  | 0  | 0  | 1  | 0  | 3  | -3  | 0%    |

### Goleadoras
| Pos. | Jugadora               | Club              | Goles |
| ---- | ---------------------- | ----------------- | ----- |
| 1    | Amaiur Sarriegi        | Real Sociedad     | 2     |
| =    | Claudia Pina           | F. C. Barcelona   | 2     |
| =    | Caroline Graham Hansen | F. C. Barcelona   | 2     |
| =    | Ewa Pajor              | F. C. Barcelona   | 2     |
| 5    | Patri Guijarro         | F. C. Barcelona   | 1     |
| =    | Alexia Putellas        | F. C. Barcelona   | 1     |
| =    | Caroline Weir          | Real Madrid C. F. | 1     |
| =    | Filippa Angeldal       | Real Madrid C. F. | 1     |
| =    | Linda Caicedo          | Real Madrid C. F. | 1     |